# ریموند روهاور
ریموند روهاور (انگلیسی: Raymond Rohauer؛ ‏ ۱۹۲۴ – ۱۰ نوامبر ۱۹۸۷) سرمایه‌دار، کلکسیونر و توزیع‌کنندهٔ فیلم اهل ایالات متحده آمریکا بود.
وی در سال ۱۹۴۲ میلادی به کالیفرنیا نقل مکان کرد و در کالج شهری لس آنجلس تحصیل کرد. او در سال ۱۹۵۴ با باستر کیتون و همسرش آشنا شد و یک شراکت تجاری را باهم، جهت توزیع فیلم‌های این کمدین آغاز نمودند.